# Candi Ratu Boko
Candi Ratu Boko är en fornlämning i Indonesien.   Den ligger i provinsen Yogyakarta, i den västra delen av landet, 400 km öster om huvudstaden Jakarta. Candi Ratu Boko ligger 204 meter över havet.
Terrängen runt Candi Ratu Boko är platt åt nordväst, men åt sydost är den kuperad. Runt Candi Ratu Boko är det tätbefolkat, med 476 invånare per kvadratkilometer. Närmaste större samhälle är Yogyakarta, 14,2 km väster om Candi Ratu Boko. I omgivningarna runt Candi Ratu Boko växer i huvudsak städsegrön lövskog.